# Ricardo Larraín
José Ricardo Larraín Pineda (Santiago, 27 de abril de 1957-21 de marzo de 2016) fue un director, guionista, productor y montajista chileno, que trabajó en cine, televisión y publicidad.

## Biografía
Nació el 27 de abril de 1957 en Santiago. Cursó sus estudios de Dirección Artística en la Escuela de Artes de la Comunicación (EAC) de la Pontificia Universidad Católica de Chile (PUC), egresado en 1977 y titulado en 1978. Perteneciente a la llamada generación del 78, formado por Vicente Sabatini, Ignacio Agüero, Gerardo Cáceres, entre otros intelectuales audiovisuales formados por la EAC.
Su primer trabajo como director fue con el cortometraje La hora del sereno (1982), un trabajo en stop-motion realizado junto a Vivienne Barry, centrado en el recordado personaje de la Colonia que recorría las calles alumbrando los faroles y anunciando la hora. Luego, realizó el mediometraje Rogelio Segundo (1983), basado en un relato de Alfonso Alcalde. Producida por el Programa de Medios Audiovisuales de la Universidad Católica, la película realizada en formato video obtuvo ese año el Premio del Festival Latinoamericano de Televisión Universitaria, efectuado en Lima.
Integró el grupo de realizadores que confeccionó la “franja del No” para el plebiscito de 1988 que terminó con la dictadura militar.
En 1991 hizo su debut en el cine con la película La frontera, escrita junto al guionista argentino Jorge Goldenberg. La cinta tuvo su primer espaldarazo en el Concurso de guiones inéditos del Festival de La Habana de 1989 y posteriormente se adjudicó varios premios internacionales, como el Oso de Plata del Festival Internacional de Cine de Berlín y el premio Goya a la mejor película extranjera de habla hispana.

Mi entusiasmo personal es la pasión por contar historias. Una película es una historia con toda la fascinación de la emoción, la risa y también la reflexión.

En 1997 filmó el documental Raúl Silva Henríquez, el cardenal (1997), que está centrado en la figura del sacerdote y defensor de los Derechos Humanos durante la dictadura militar de Augusto Pinochet. La producción obtuvo el Primer Premio de largometraje documental en el Festival de Cine sobre Derechos Humanos en América Latina, realizado en Buenos Aires, Argentina, y en 1998 estrena El entusiasmo, película seleccionada en la quincena de realizadores del Festival de Cine de Cannes en Francia.
Además de llevar a cabo varias películas y documentales, colaboró como productor ejecutivo en la telenovela Piel canela, como director y montador en la miniserie Héroes: La gloria tiene su precio. 1- O'Higgins, vivir para merecer su nombre y realizado más de ochocientos anuncios publicitarios para Chile y otros países. Durante 2001 dirigió el área dramática de la Corporación de Televisión de la Universidad Católica y ejerció como docente en la Escuela de Periodismo de la misma. En 2004 fundó la Asociación Gremial de Directores y Guionistas de Chile y en 2006 la Escuela de Cine de la Universidad Mayor.
El 21 de marzo de 2016, cerca de las 20 horas y a los 58 años, falleció víctima del cáncer linfático que sufría desde 2006. Al momento de su fallecimiento se encontraba trabajando en El guerrero enamorado, su tercer proyecto dedicado a la vida de Bernardo O'Higgins tras las miniseries Héroes y El niño rojo.

## Filmografía
| Año  | Película                                                                      | Papel    | Papel     | Papel     | Papel      |
| Año  | Película                                                                      | Director | Guionista | Productor | Montajista |
| ---- | ----------------------------------------------------------------------------- | -------- | --------- | --------- | ---------- |
| 1983 | Rogelio Segundo                                                               | Sí       | Sí        | Sí        |            |
| 1991 | La frontera                                                                   | Sí       | Sí        | Sí        |            |
| 1997 | Pasos de baile                                                                |          | Sí        | Sí        |            |
| 1998 | El entusiasmo                                                                 | Sí       | Sí        |           |            |
| 2001 | Piel canela                                                                   |          |           | Sí        |            |
| 2005 | Alberto: ¿Quién sabe cuánto cuesta hacer un ojal?                             | Sí       |           |           | Sí         |
| 2007 | Héroes: La gloria tiene su precio. 1- O'Higgins, vivir para merecer su nombre | Sí       |           |           | Sí         |
| 2008 | ChilePuede                                                                    | Sí       |           |           |            |
| 2014 | El niño rojo                                                                  | Sí       | Sí        |           |            |

## Premios
Larraín obtuvo los siguientes premios en su carrera:
Festival Internacional de Cine de Friburgo
| Año  | Categoría         | Película    | Resultado |
| ---- | ----------------- | ----------- | --------- |
| 1993 | Trigon Film Award | La frontera | Ganador   |

Premios Goya
| Año  | Categoría                                  | Película    | Resultado |
| ---- | ------------------------------------------ | ----------- | --------- |
| 1992 | Mejor película extranjera de habla hispana | La frontera | Ganador   |

Festival Internacional de Cine de Berlín
| Año  | Categoría                                                 | Película    | Resultado |
| ---- | --------------------------------------------------------- | ----------- | --------- |
| 1992 | Silver Berlin Bear: Logro individual por primera película | La frontera | Ganador   |
| 1992 | Golden Berlin Bear                                        | La frontera | Nominado  |

Festival de Cine de La Habana
| Año  | Categoría      | Película    | Resultado |
| ---- | -------------- | ----------- | --------- |
| 1992 | Mejor director | La frontera | Ganador   |
| 1992 | Premio OCIC    | La frontera | Ganador   |

Festival de Cine de Gramado
| Año  | Categoría                                    | Película    | Resultado |
| ---- | -------------------------------------------- | ----------- | --------- |
| 1992 | Mención especial                             | La frontera | Ganador   |
| 1992 | Golden Kikito: Mejor película iberoamericana | La frontera | Nominado  |